# Cushing (Nebraska)
Cushing és una població dels Estats Units a l'estat de Nebraska. Segons el cens del 2000 tenia 31 habitants.

## Demografia
Segons el cens del 2000, Cushing tenia 31 habitants, 13 habitatges, i 8 famílies. La densitat de població era de 39,9 habitants per km².
Dels 13 habitatges en un 38,5% hi vivien nens de menys de 18 anys, en un 53,8% hi vivien parelles casades, en un 15,4% dones solteres, i en un 30,8% no eren unitats familiars. En el 30,8% dels habitatges hi vivien persones soles el 15,4% de les quals corresponia a persones de 65 anys o més que vivien soles. El nombre mitjà de persones vivint en cada habitatge era de 2,38 i el nombre mitjà de persones que vivien en cada família era de 3.
Per edats la població es repartia de la següent manera: un 25,8% tenia menys de 18 anys, un 6,5% entre 18 i 24, un 35,5% entre 25 i 44, un 25,8% de 45 a 60 i un 6,5% 65 anys o més.
L'edat mediana era de 38 anys. Per cada 100 dones de 18 o més anys hi havia 109,1 homes.
La renda mediana per habitatge era de 20.625 $ i la renda mediana per família de 17.500 $. Els homes tenien una renda mediana de 24.375 $ mentre que les dones 12.917 $. La renda per capita de la població era de 9.161 $. Aproximadament el 50% de les famílies i el 60,5% de la població estaven per davall del llindar de pobresa.

## Poblacions més properes
El següent diagrama mostra les poblacions més properes.